# Liste der denkmalgeschützten Objekte in Hard
Die Liste der denkmalgeschützten Objekte in Hard enthält die 27 denkmalgeschützten, unbeweglichen Objekte der Vorarlberger Marktgemeinde Hard.

## Denkmäler
| Foto |                 | Denkmal                                                                        | Standort                                      | Beschreibung | Metadaten |
| ---- | --------------- | ------------------------------------------------------------------------------ | --------------------------------------------- | --- | --- |
| ja   | Datei hochladen | Meisterhäuser HERIS-ID: 26253 Objekt-ID: 22723                                 | Achstraße 6–8 Standort KG: Hard               | Die im Heimatstil ausgeführten Meisterhäuser in der Achstraße wurden für Mitarbeiter der ab 1896 errichteten Kammgarnspinnerei Erich Offermann erbaut. | BDA-Hist.: Q37900632 Status: Bescheid Stand der BDA-Liste: 2025-06-30 Name: Meisterhäuser GstNr.: .494/1, .494/2, .495/1, .495/2 Meisterhäuser an der Achstraße 6 und 8 in Hard |
| ja   | Datei hochladen | ehemalige Direktorenvilla HERIS-ID: 26226 Objekt-ID: 22695                     | Achstraße 17 Standort KG: Hard                | Die im Heimatstil und mit Elementen des Jugendstils ausgeführte Villa in der Achstraße, mit Kreuzgiebel und Fachwerk, wurde 1905 nach für einen Direktor der Kammgarnspinnerei Erich Offermann nach Plänen des Schweizer Architekten K. Werner errichtet. | BDA-Hist.: Q37900343 Status: Bescheid Stand der BDA-Liste: 2025-06-30 Name: ehemalige Direktorenvilla GstNr.: .453                                                              |
| ja   | Datei hochladen | Wetzelhaus HERIS-ID: 26254 Objekt-ID: 22724                                    | Achstraße 18 Standort KG: Hard                | Das Arbeiter- und Angestelltenwohnhaus in der Achstraße wurden für Mitarbeiter der ab 1896 errichteten Kammgarnspinnerei Erich Offermann erbaut. | BDA-Hist.: Q37900655 Status: Bescheid Stand der BDA-Liste: 2025-06-30 Name: Wetzelhaus GstNr.: 2486/2                                                                           |
| ja   | Datei hochladen | Nachbildung römischer Meilenstein HERIS-ID: 26240 Objekt-ID: 22709             | bei Am Römerstein 1 Standort KG: Hard         | Dieser Stein diente vor rund 2000 Jahren als Wegweiser an der Römerstraße von Brigantium zum Rhein und weiter ins Gebiet der heutigen Schweiz. | BDA-Hist.: Q37900428 Status: § 2a Stand der BDA-Liste: 2025-06-30 Name: Nachbildung römischer Meilenstein, Am Römerstein GstNr.: 579/2 Römerstein in Hard                       |
| ja   | Datei hochladen | Gasthaus Krone HERIS-ID: 26225 Objekt-ID: 22694                                | Hofsteigstraße 14 Standort KG: Hard           | Das zweigeschoßige Fachwerkhaus mit zwei Giebelgeschoßen und Satteldach wurde um 1700 erbaut und im 20. Jahrhundert zweimal renoviert. | BDA-Hist.: Q37900325 Status: Bescheid Stand der BDA-Liste: 2025-06-30 Name: Gasthaus Krone GstNr.: 261 Hofsteigstraße 14 (Hard)                                                 |
| ja   | Datei hochladen | alter Pfarrhof HERIS-ID: 26237 Objekt-ID: 22706                                | Kirchstraße 21 Standort KG: Hard              | Der dreigeschoßige alte Pfarrhof mit kubischem Baukörper und Satteldach stammt im Kern aus dem 17. Jahrhundert. | BDA-Hist.: Q37900398 Status: § 2a Stand der BDA-Liste: 2025-06-30 Name: alter Pfarrhof GstNr.: 340 Altes Pfarramt an der Kirchstraße 21 in Hard                                 |
| ja   | Datei hochladen | Kath. Pfarrkirche hl. Sebastian HERIS-ID: 26223 Objekt-ID: 22692               | Kirchplatz 2 Standort KG: Hard                | Nach der Pfarrerhebung im Jahr 1646 wurde 1684 mit dem Neubau der Kirche begonnen, um eine bereits im 15. Jahrhundert genannte Kapelle zu ersetzen. 1721 entstand der Ostturm, 1862 gab es Arbeiten an Turm und Chor. Ein neues Langhaus in neuromanischem Stil, mit Mittel- und Seitenschiffen unter gemeinsamem Satteldach, wurde 1876 geweiht und der Turm 1882 erhöht.                                                | BDA-Hist.: Q33026220 Status: Bescheid Stand der BDA-Liste: 2025-06-30 Name: Kath. Pfarrkirche hl. Sebastian GstNr.: .158 Pfarrkirche Hard                                       |
| ja   | Datei hochladen | Wohnhaus HERIS-ID: 26233 Objekt-ID: 22702                                      | Landstraße 8 Standort KG: Hard                | Der Wohnteil des Rheintalhauses ist ein Blockbau aus dem 17. Jahrhundert. Die Gesimse sind profiliert, die Flugstreben mit 1671 bezeichnet. | BDA-Hist.: Q37900384 Status: § 2a Stand der BDA-Liste: 2025-06-30 Name: Wohnhaus GstNr.: .220/1 Landstraße 8 (Hard)                                                             |
| ja   | Datei hochladen | Villa „Jenny“ mit Nebengebäuden HERIS-ID: 26417 Objekt-ID: 22890               | Landstraße 36 Standort KG: Hard               | Die strenghistoristische dreigeschoßige Villa mit flachem Mittelrisalit und flachem Walmdach steht etwas zurückgesetzt in parkähnlicher Umgebung. | BDA-Hist.: Q37901744 Status: Bescheid Stand der BDA-Liste: 2025-06-30 Name: Villa „Jenny“ mit Nebengebäuden GstNr.: 406 Landstraße 36 (Hard)                                    |
| ja   | Datei hochladen | Wasserwerk Hard-Fußach mit Wasserturm HERIS-ID: 26239 Objekt-ID: 22708         | Lerchenmühlstraße Standort KG: Hard           | Der außen mit Ziegeln verkleidete Wasserturm wurde 1906 erbaut, ist aber seit 1943 stillgelegt. | BDA-Hist.: Q37900412 Status: § 2a Stand der BDA-Liste: 2025-06-30 Name: Wasserwerk Hard-Fussach mit Wasserturm GstNr.: .463 Wasserwerk Hard-Fußach mit Wasserturm               |
| ja   | Datei hochladen | Ansitz Mittelweiherburg HERIS-ID: 26224 Objekt-ID: 22693                       | Mittelweiherburg 3 Standort KG: Hard          | Von der 1570 als einziges Wasserschloss Vorarlbergs errichteten Mittelweiherburg ist nach zwei Bränden in den Jahren 1818 und 1827 nur der durch ein Satteldach gedeckte westliche Nebentrakt und dessen Treppenturm (mit Kegeldach) erhalten geblieben. Spuren des abgetragenen Haupttrakts sind noch an der Ostseite zu erkennen. Nach einer Generalsanierung wurde in dem Gebäude 1997 ein Textilmuseum untergebracht. | BDA-Hist.: Q1940464 Status: Bescheid Stand der BDA-Liste: 2025-06-30 Name: Ansitz Mittelweiherburg GstNr.: 2834 Mittelweiherburg                                                |
| ja   | Datei hochladen | Prokuristenhäuser HERIS-ID: 26227 Objekt-ID: 22696                             | Spinnereistraße 1, 3 Standort KG: Hard        | Die im Heimatstil ausgeführten Prokuristenhäuser in der Spinnereistraße wurden für Mitarbeiter der ab 1896 errichteten Kammgarnspinnerei Erich Offermann erbaut. | BDA-Hist.: Q37900356 Status: Bescheid Stand der BDA-Liste: 2025-06-30 Name: Prokuristenhäuser GstNr.: .451                                                                      |
| ja   | Datei hochladen | Prokuristenhäuser HERIS-ID: 26242 Objekt-ID: 22711                             | Spinnereistraße 5/7 Standort KG: Hard         | Die im Heimatstil ausgeführten Prokuristenhäuser in der Spinnereistraße wurden für Mitarbeiter der ab 1896 errichteten Kammgarnspinnerei Erich Offermann erbaut. | BDA-Hist.: Q37900454 Status: Bescheid Stand der BDA-Liste: 2025-06-30 Name: Prokuristenhäuser GstNr.: .477                                                                      |
| ja   | Datei hochladen | Pförtnerhaus HERIS-ID: 26241 Objekt-ID: 22710                                  | Spinnereistraße 9 Standort KG: Hard           | Das Pförtnerhaus ist Teil der Arbeiter- und Angestelltenwohanlage, die für Mitarbeiter der ab 1896 errichteten Kammgarnspinnerei Erich Offermann erbaut wurde. | BDA-Hist.: Q37900441 Status: Bescheid Stand der BDA-Liste: 2025-06-30 Name: Pförtnerhaus GstNr.: .452                                                                           |
| ja   | Datei hochladen | Transformatorenhaus HERIS-ID: 26222 Objekt-ID: 22691                           | neben Spinnereistraße 9 Standort KG: Hard     | | BDA-Hist.: Q37900299 Status: Bescheid Stand der BDA-Liste: 2025-06-30 Name: Transformatorenhaus GstNr.: .1016                                                                   |
| ja   | Datei hochladen | Fabriksgebäude HERIS-ID: 26243 Objekt-ID: 22712                                | Spinnereistraße 10 Standort KG: Hard          | Vorarlberger Kammgarnspinnerei, Fabriksgebäude erbaut nach Plan von C. Sequin, 1896, erweitert von Josef Schöch, 1909; eingeschoßiger Bau mit langgestreckter repräsentativer Front, Spinnereisaal in Eisenkonstruktion. | BDA-Hist.: Q37900472 Status: Bescheid Stand der BDA-Liste: 2025-06-30 Name: Fabriksgebäude GstNr.: .356 Fabriksgebäude Spinnereistraße, Hard                                    |
| ja   | Datei hochladen | Ehem. Gasthaus Zum Bad, Bilgeri-Haus HERIS-ID: 26228 Objekt-ID: 22697seit 2019 | Torbachstraße 8 Standort KG: Hard             | | BDA-Hist.: Q105640699 Status: Bescheid Stand der BDA-Liste: 2025-06-30 Name: Ehem. Gasthaus Zum Bad, Bilgeri-Haus GstNr.: .72                                                   |
| ja   | Datei hochladen | Arbeiterwohnhäuser HERIS-ID: 26244 Objekt-ID: 22713                            | Werksiedlung 1, 3, 7, 9, 11 Standort KG: Hard | Die zweigeschoßigen Mehrfamilienhäuser wurden in zwei langen Zeilen in den Jahren 1910/11 und 1924/25 errichtet. Zwischen den Häuserzeilen befinden sich Holzlager. | BDA-Hist.: Q37900487 Status: Bescheid Stand der BDA-Liste: 2025-06-30 Name: Arbeiterwohnhäuser GstNr.: 2450/8 Werksiedlung (Hard)                                               |
| ja   | Datei hochladen | Arbeiterwohnhäuser HERIS-ID: 26247 Objekt-ID: 22716                            | Werksiedlung 2, 4, 6, 8 Standort KG: Hard     | Die zweigeschoßigen Mehrfamilienhäuser wurden in zwei langen Zeilen in den Jahren 1910/11 und 1924/25 errichtet. Zwischen den Häuserzeilen befinden sich Holzlager. | BDA-Hist.: Q37900533 Status: Bescheid Stand der BDA-Liste: 2025-06-30 Name: Arbeiterwohnhäuser GstNr.: 2450/7 Werksiedlung (Hard)                                               |
| ja   | Datei hochladen | Arbeiterwohnhäuser HERIS-ID: 26245 Objekt-ID: 22714                            | Werksiedlung 10-20 Standort KG: Hard          | Die zweigeschoßigen Mehrfamilienhäuser wurden in zwei langen Zeilen in den Jahren 1910/11 und 1924/25 errichtet. Zwischen den Häuserzeilen befinden sich Holzlager. | BDA-Hist.: Q37900502 Status: Bescheid Stand der BDA-Liste: 2025-06-30 Name: Arbeiterwohnhäuser GstNr.: 2450/6 Werksiedlung (Hard)                                               |
| ja   | Datei hochladen | Arbeiterwohnhäuser HERIS-ID: 26246 Objekt-ID: 22715                            | Werksiedlung 13-23 Standort KG: Hard          | Die zweigeschoßigen Mehrfamilienhäuser wurden in zwei langen Zeilen in den Jahren 1910/11 und 1924/25 errichtet. Zwischen den Häuserzeilen befinden sich Holzlager. | BDA-Hist.: Q37900517 Status: Bescheid Stand der BDA-Liste: 2025-06-30 Name: Arbeiterwohnhäuser GstNr.: 2450/9 Werksiedlung (Hard)                                               |
| ja   | Datei hochladen | Arbeiterwohnhäuser HERIS-ID: 26248 Objekt-ID: 22717                            | Werksiedlung 22-32 Standort KG: Hard          | Die zweigeschoßigen Mehrfamilienhäuser wurden in zwei langen Zeilen in den Jahren 1910/11 und 1924/25 errichtet. Zwischen den Häuserzeilen befinden sich Holzlager. | BDA-Hist.: Q37900548 Status: Bescheid Stand der BDA-Liste: 2025-06-30 Name: Arbeiterwohnhäuser GstNr.: 2450/5 Werksiedlung (Hard)                                               |
| ja   | Datei hochladen | Arbeiterwohnhäuser HERIS-ID: 26249 Objekt-ID: 22718                            | Werksiedlung 25-35 Standort KG: Hard          | Die zweigeschoßigen Mehrfamilienhäuser wurden in zwei langen Zeilen in den Jahren 1910/11 und 1924/25 errichtet. Zwischen den Häuserzeilen befinden sich Holzlager. | BDA-Hist.: Q37900566 Status: Bescheid Stand der BDA-Liste: 2025-06-30 Name: Arbeiterwohnhäuser GstNr.: 2450/10 Werksiedlung (Hard)                                              |
| ja   | Datei hochladen | Arbeiterwohnhäuser HERIS-ID: 26250 Objekt-ID: 22719                            | Werksiedlung 34-44 Standort KG: Hard          | Die zweigeschoßigen Mehrfamilienhäuser wurden in zwei langen Zeilen in den Jahren 1910/11 und 1924/25 errichtet. Zwischen den Häuserzeilen befinden sich Holzlager. | BDA-Hist.: Q37900586 Status: Bescheid Stand der BDA-Liste: 2025-06-30 Name: Arbeiterwohnhäuser GstNr.: 2450/4 Werksiedlung (Hard)                                               |
| ja   | Datei hochladen | Arbeiterwohnhäuser HERIS-ID: 26251 Objekt-ID: 22720                            | Werksiedlung 37-47 Standort KG: Hard          | Die zweigeschoßigen Mehrfamilienhäuser wurden in zwei langen Zeilen in den Jahren 1910/11 und 1924/25 errichtet. Zwischen den Häuserzeilen befinden sich Holzlager. | BDA-Hist.: Q37900604 Status: Bescheid Stand der BDA-Liste: 2025-06-30 Name: Arbeiterwohnhäuser GstNr.: 2450/11 Werksiedlung (Hard)                                              |
| ja   | Datei hochladen | Mädchenwohnheim HERIS-ID: 26252 Objekt-ID: 22721                               | Werksiedlung 46 Standort KG: Hard             | Das Mädchenwohnheim wurde im Jahr 1910 erbaut. | BDA-Hist.: Q37900618 Status: Bescheid Stand der BDA-Liste: 2025-06-30 Name: Mädchenwohnheim GstNr.: 2450/2                                                                      |
| ja   | Datei hochladen | Straßenbrücke, Mühlwasenbrücke HERIS-ID: 25327 Objekt-ID: 21752                | Standort KG: Hard                             | Die Mühlwasen-Holzbrücke wurde 1891 errichtet. Anmerkung: Die Mühlwasenbrücke verbindet die Gemeinden Hard und Fußach über die Alte Dornbirner Ache. | BDA-Hist.: Q37892473 Status: § 2a Stand der BDA-Liste: 2025-06-30 Name: Straßenbrücke, Mühlwasenbrücke GstNr.: 2629                                                             |